# Thomas Cochrane
Thomas Cochrane, 10. earl Dundonald GCB (ur. 14 grudnia 1775 w Annsfield, zm. 31 października 1860 w Londynie) – brytyjski arystokrata, polityk i wojskowy, admirał Royal Navy, uczestnik wojen napoleońskich, po ich zakończeniu dowodził marynarkami Chile, Brazylii i Grecji w trakcie wojen o niepodległość tych krajów. W 1832 roku powrócił do Wielkiej Brytanii i Royal Navy, w której służył aż do śmierci.

## Życiorys
Thomas Cochrane urodził się w szkockiej miejscowości Annsfield, w hrabstwie South Lanarkshire. Był najstarszym synem Archibalda Cochrane'a, arystokraty i wynalazcy. W wieku 17 lat wstąpił do Royal Navy, służąc pod komendą swojego wuja, komandora (później admirała) Alexandra Cochrane'a. W 1800 roku objął dowodzenie słupem „Speedy”, na którym wsławił się, zdobywając o wiele silniejszą hiszpańską szebekę „El Gamo”. Dowodził „Speedym” przez 13 miesięcy, zatapiając, zdobywając lub uszkadzając ponad 50 jednostek przeciwników do czasu, kiedy został zmuszony do poddania się w rejonie Gibraltaru przez przeważające okręty francuskie.
Po zwolnieniu z niewoli francuskiej w ramach wymiany jeńców, awansowany, powrócił na morze. Dowodził między innymi 32-działową fregatą „Pallas”. W 1806 roku został członkiem Izby Gmin, reprezentując okręg wyborczy Honiton, rok później został deputowanym z Westminsteru. Był członkiem stronnictwa wigów, w swych wystąpieniach w parlamencie dał się poznać jako krytyk działań Admiralicji i stosunków w Royal Navy, co nie przysparzało mu sympatii u wyższych dowódców. Po powrocie na morze objął dowodzenie 38-działową „Imperieuse”. W 1809 roku dowodził flotyllą branderów w ataku na francuskie okręty podczas bitwy przy wyspie Aix. W uznaniu męstwa został odznaczony Orderem Łaźni, ale dokonana przez niego krytyka działań admirała Jamesa Gambiera, w połączeniu z wcześniejszymi wystąpieniami w parlamencie, spowodowały ostatecznie zwolnienie go z czynnej służby.
W kolejnych latach Cochrane skupił się na działalności w parlamencie, dając się poznać jako radykalny i bezkompromisowy polityk, bardzo popularny wśród wyborców. Jego kariera załamała się nagle w lutym 1814 roku. Został oskarżony o uczestnictwo w zakończonych skandalem spekulacjach giełdowych. Został uznany winnym i w efekcie pozbawiony rang i odznaczeń oraz usunięty z Izby Gmin. Wygrał jednak najbliższe wybory uzupełniające w swoim okręgu i powrócił do parlamentu, w którym zasiadał do 1818 roku, kontynuując ataki na Admiralicję.

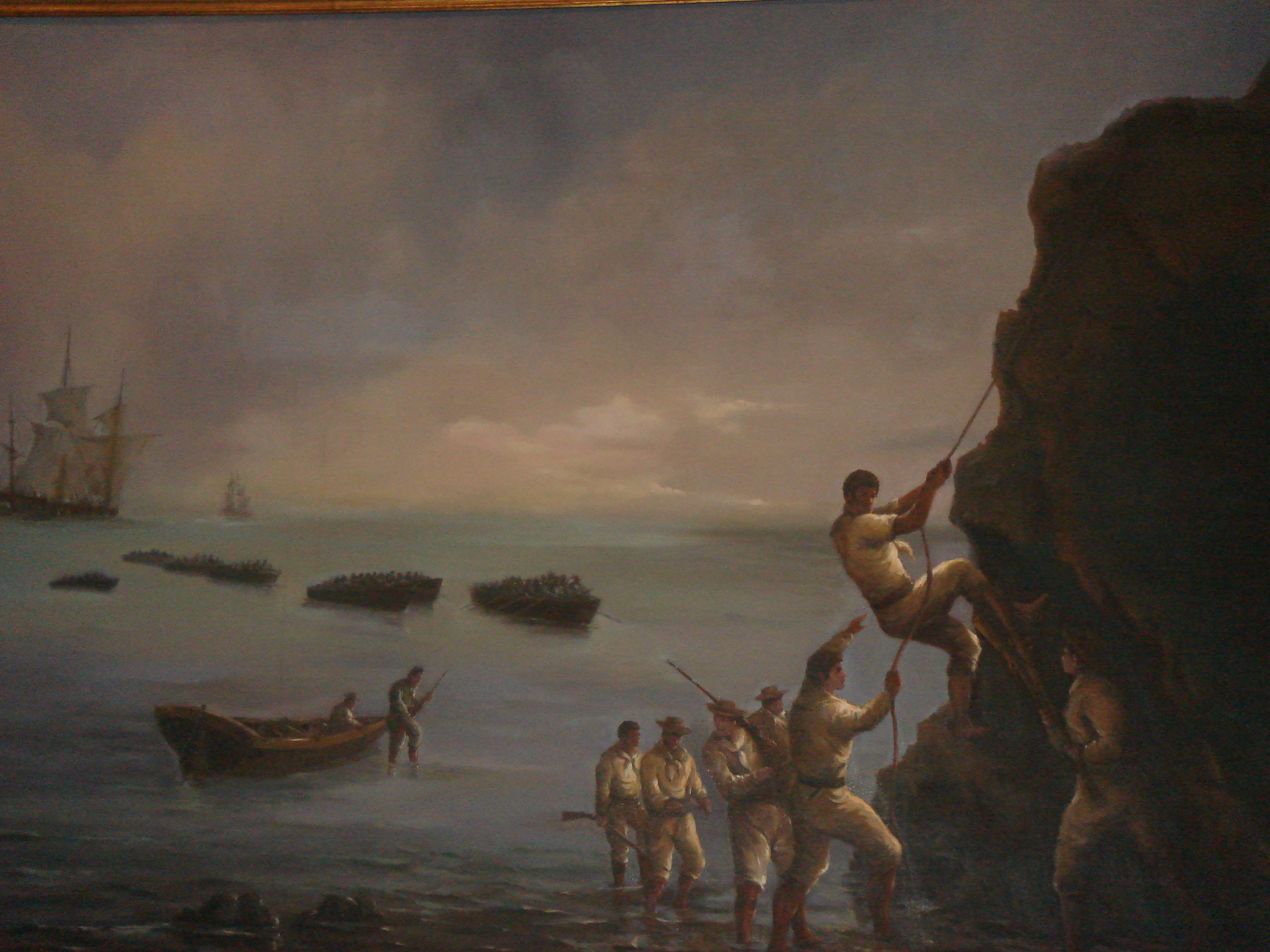
Zajęcie Valdivii

W 1818 roku otrzymał propozycję objęcia dowództwa tworzonej floty niepodległego Chile, walczącego z Hiszpanią. Po przybyciu do Valparaíso miał do dyspozycji zaledwie siedem okrętów, z których największym była zdobyczna hiszpańska fregata, nazwana „O’Higgins” na cześć Bernardo O’Higginsa, pierwszego przywódcy republiki. Przez następne miesiące Cochrane prowadził wojną morską przeciwko Hiszpanom, w lutym 1820 roku przeprowadzając z własnej inicjatywy udany desant na port Valdivia. W listopadzie tegoż roku osobiście dowodził dywersyjnym wypadem do portu Callao, w wyniku którego jego marynarze uprowadzili pod lufami tamtejszych fortów największy hiszpański okręt na wodach południowoamerykańskich: 44-działową fregatę „Esmeralda”, przemianowaną wkrótce przez nowych właścicieli na „Valdivia”, dla uczczenia wcześniejszego zwycięstwa Cochrane'a. Zdarzenie to przyczyniło się jednocześnie w pewnym stopniu do uzyskania niepodległości przez Peru w następnym roku.
Cochrane był w Chile niezwykle popularny jako zwycięski dowódca, ale jego trudna osobowość i skłonność do niesubordynacji powodowały konflikty z politykami i zwierzchnikami admirała. Ostatecznie porzucił służbę dla Chile w listopadzie 1822 roku. Został jednak w tym kraju dobrze zapamiętany, o czym świadczyć może fakt upamiętnienia jego nazwiska w nazwach pięciu chilijskich okrętów, w tym pancernika budowanego w Wielkiej Brytanii i przejętego po wybuchu I wojny światowej przez Royal Navy, późniejszego lotniskowca „Eagle”.
W marcu 1823 roku Cochrane objął dowództwo kolejnej małej floty kolejnego południowoamerykańskiego kraju walczącego o niepodległość: Brazylii. Wziął udział w skutecznym wyparciu Portugalczyków z terenów Bahii, zwyciężając w bitwie morskiej 4 maja 1823 roku. Następnie, po raz kolejny działając w sposób niesubordynowany, ale skuteczny zmusił Portugalczyków do opuszczenia Maranhão i Pará. Za jego zasługi cesarz Piotr I wyróżnił go tytułem markiza Maranhão. W 1824 roku wziął udział w ekspedycji na północ kraju, celem stłumienia republikańskiego powstania w Pernambuco. Ale w Brazylii również ujawnił się trudny charakter Cochrane'a, który żądał wynagrodzenia w pieniądzu za swoje zdobycze i twierdził, że brazylijscy notable spiskują przeciwko niemu. Ostatecznie skończyło się to porzuceniem służby i powrotem w listopadzie 1825 roku do Wielkiej Brytanii na pokładzie przejętej brazylijskiej fregaty.

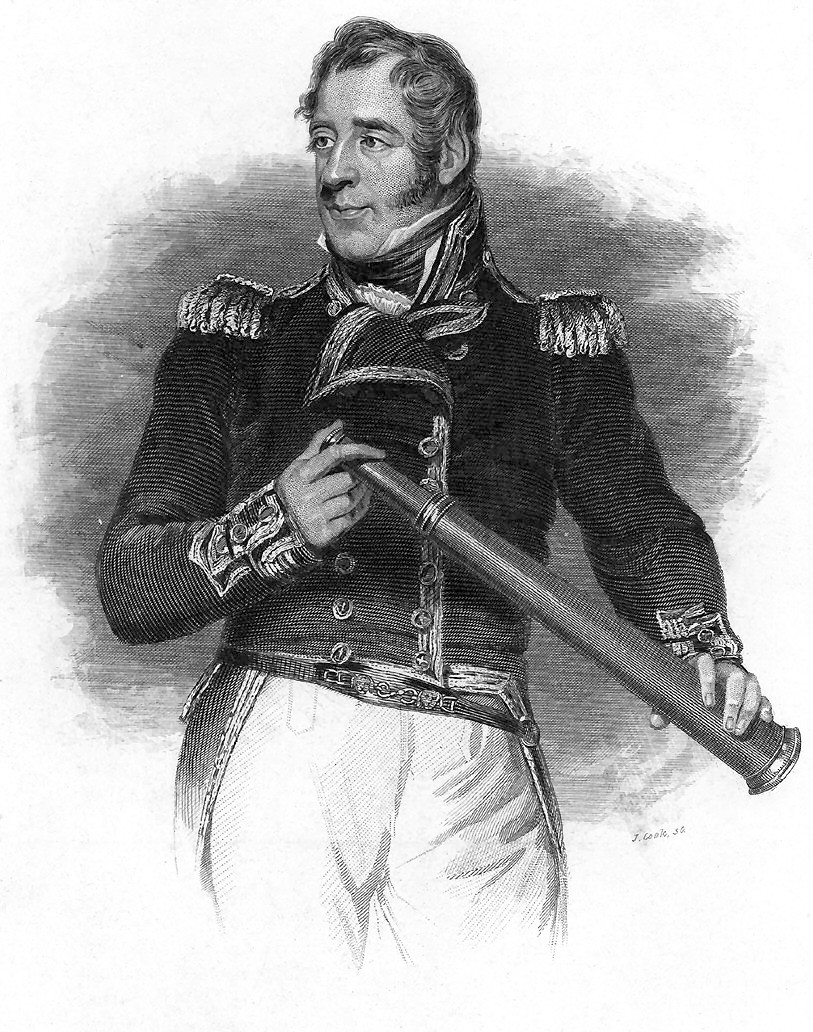
Thomas Cochrane

W latach 1827–1828 Cochrane dowodził marynarką wojenną Grecji, broniącej swej niepodległości przeciwko imperium osmańskiemu. Nie odniósł tym razem większych sukcesów, mając do dyspozycji niewielką i źle wyposażoną flotę, dysponującą przestarzałymi okrętami i ze słabo wyszkolonymi marynarzami. Ostatecznie powrócił na stałe do Wielkiej Brytanii, gdzie po śmierci ojca w 1831 roku przejął tytuł hrabiowski. Został ponownie przyjęty do służby w Royal Navy w 1832 roku, w stopniu kontradmirała. W 1841 roku awansował do stopnia wiceadmirała, sześć lat później przywrócono mu Order Łaźni. W latach 1848–1851 dowodził America and West Indies Station. Po powrocie z Indii Zachodnich został awansowany do stopnia pełnego admirała. W Royal Navy był znany jako promotor nowinek technicznych, zwolennik okrętów napędzanych maszynami parowymi i śrubami. Podczas wojny krymskiej został odsunięty od bezpośredniego udziału w działaniach wojennych ze względu na podeszły wiek i nadmierną skłonność do podejmowania niepotrzebnego ryzyka, ale nie przeszkodziło mu to wysunąć propozycji użycia gazów trujących przeciwko bazom floty rosyjskiej w Sewastopolu lub Kronsztadzie, odrzuconej przez Admiralicję ze względów humanitarnych. W 1854 roku objął honorowy urząd kontradmirała Zjednoczonego Królestwa, na którym pozostał aż do śmierci w 1860 roku. Pochowano go w Opactwie Westminsterskim. W roku śmierci ukazała się jego autobiografia: Autobiography of a Seaman.
W 1812 roku ożenił się z Katherine Barnes (zwaną Kate lub Kitty), w ceremonii cywilnej ze względu na sprzeciw rodziny pana młodego. Ich ślub kościelny w kościele anglikańskim odbył się w 1818 roku, zaś w szkockim dopiero w 1825 roku. Żona towarzyszyła mu podczas służby w Ameryce Południowej. Mieli pięcioro dorosłych dzieci, w tym Thomasa Barnesa Cochrane'a, 11. earla Dundonald, para Szkocji i członka Izby Lordów oraz admirała Royal Navy Arthura Cochrane'a.
Elementy biografii Thomasa Cochrane'a można odnaleźć w postaciach fikcyjnych bohaterów literatury marynistycznej: Horatio Hornblowera oraz Jacka Aubreya.